# Pteris vittata
Pteris vittata — вид рослин родини птерисових (Pteridaceae). Має пантропічне поширення.

## Опис
Має міцне повзуче кореневище, шириною до 8 мм. Рослина висотою до 50 см. Листові пластини довжиною 10–80 (до 130) см; черешок до 20 см. Листя з дрібно зубчастим краєм. Спори чотиригранні, з плоскими гранями, сітчасті.

## Поширення
Батьківщина: Африка: Кенія; Танзанія; Уганда; Кабо-Верде; Еритрея; Ефіопія; Сомалі; Судан; Ємен; Алжир; Лівія; Марокко; Туніс; Ангола; Малаві; Мозамбік; Замбія; Зімбабве; Лесото; Намібія; Південна Африка; Свазіленд; Гана; Бурунді; Камерун; Заїр; Коморські острови; Мадагаскар; Маврикій; Реюньйон. Азія: Китай; Тайвань Кіпр; Ізраїль; Йорданія; Ліван; Сирія; Туреччина; Індія; Непал; Шрі-Ланка; Таїланд; Папуа-Нова Гвінея; Філіппіни. Австралія. Південна Європа: Греція; Італія; Гібралтар; Іспанія [вкл. Канарські острови]. Північно-західна частина Тихого океану: Північні Маріанські острови. Натуралізований у багатьох частинах світу (в тому числі США, Мексика та країни Південної Америки). Також культивується. Росте на скелях і вологих стінах, як правило, в тіні, від 0 до 300 м над рівнем моря.

## Інтерес
Рослина накопичує миш'як, і вважають, що за її допомогою можна видаляти миш'як із забрудненого ним ґрунту.

## Галерея

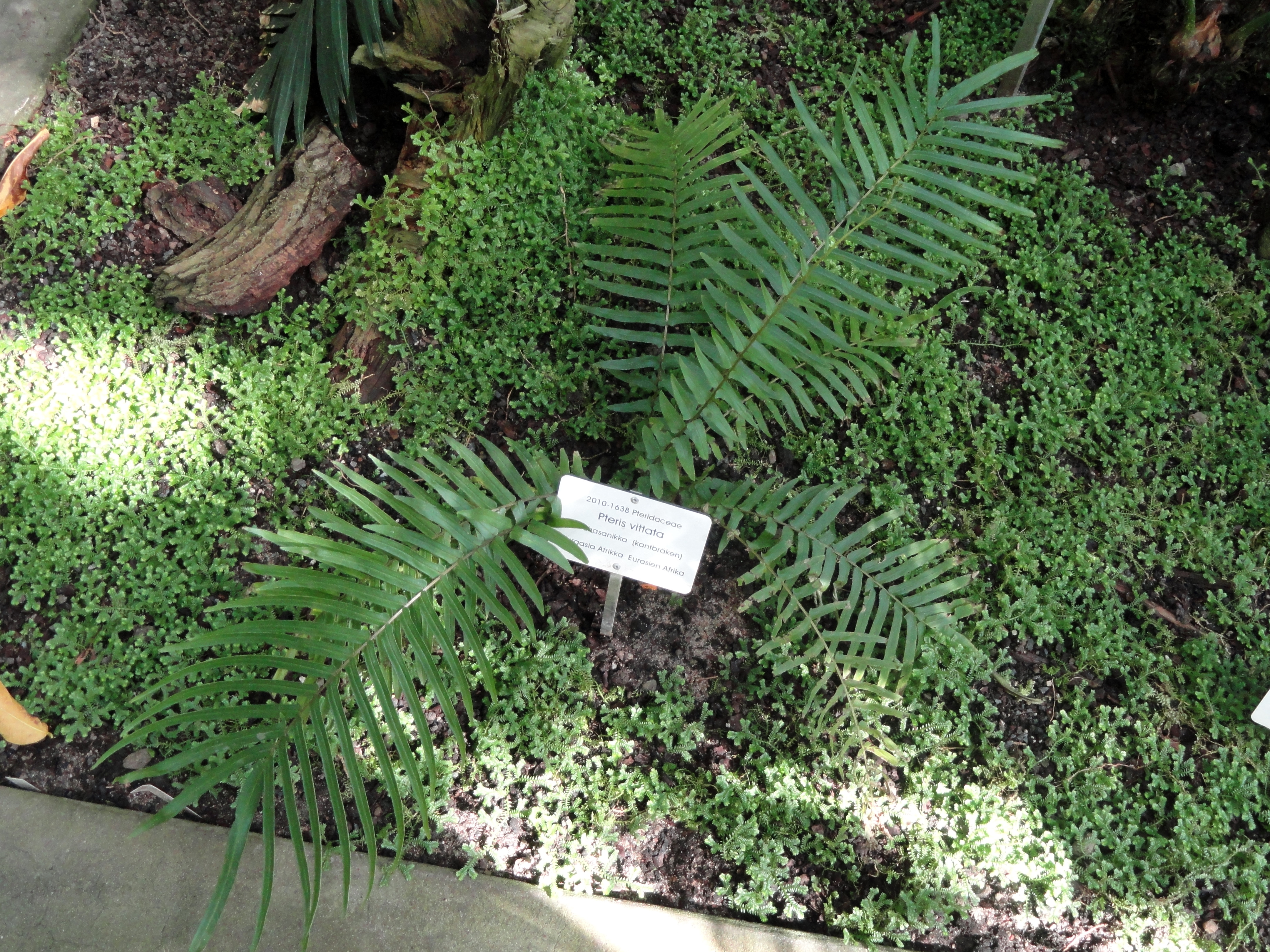